# 火浦R
火浦 R（ひうら あーる）は、日本の漫画家・イラストレーター。兵庫県出身、東京都在住。男性。
『コミックヴァルキリーハード』で読み切り作品を掲載後、『スレイブヒロインズ』で『ドリームハンター麗夢XX 蒼の機関騎士』（原作：奥田誠治）が連載された。
『コミックヴァルキリー』で『ドリームハンター麗夢alternative』（原作：奥田誠治）の連載を行なっていた。

## 人物
10年以上、同人サークル「とらっくりすこ」で同人活動してきた。

## 作品リスト

### 成人向け
- 『火浦係数 ハコニハウチュウ』 2005年10月発売、二見書房〈Suzuran comix α〉、ISBN 4-576-05132-6
- 『ドリームハンター麗夢XX 蒼の機関騎士』 2009年10月28日発売[3]、キルタイムコミュニケーション〈二次元ドリームコミックス〉、ISBN 978-4-86-032823-8
- 『ふるえろ』 2009年12月25日発売、ジーウォーク〈ムーグコミックス〉、ISBN 978-4-86-297094-7
- 『ドリームハンター麗夢alternative』 キルタイムコミュニケーション〈ヴァルキリーコミックス〉、原作：奥田誠治、全2巻
  1. 2012年4月27日発売[4]、ISBN 978-47-9920242-5
  2. 2013年9月30日発売[4]、ISBN 978-47-9920486-3
- 『見えないトコロで』 2018年12月19日発売[5]、ワニマガジン社〈ワニマガジンコミックススペシャル〉、ISBN 978-4-86-269607-6
  - Looking forward to… （COMIC失楽天 2016年9月号）
  - 日本のせいでえっちなクリス （COMIC失楽天 2018年9月号）
  - カテキョ～家庭強要～ （COMIC失楽天 2018年5月号）
  - 甘えていいよ （COMIC失楽天 2018年2月号）
  - 表の裏 （COMIC失楽天 2017年10月号）
  - いきなり彼女 （COMIC失楽天 2017年8月号）
  - 連結姫 （COMIC失楽天 2016年2月号）
  - 片利な共生 （COMIC失楽天 2016年11月号）
  - 彼女スイッチ （COMIC失楽天 2017年3月号）
  - 彼氏スイッチ （COMIC失楽天 2017年4月号）

### 一般向け
- 『グールが世界を救ったことを私だけが知っている』、原作：下等妙人、キャラクター原案：米白粕、集英社〈ヤングジャンプ コミックス〉既刊2巻（『異世界ヤンジャン』『となりのヤングジャンプ』2023年7月4日[6] - 連載中）
  1. 2024年1月18日発売[7][8]、ISBN 978-4-08-893092-3
  2. 2024年11月19日発売[9]、ISBN 978-4-08-893364-1

## その他
- ドリームハンター麗夢のカプセルトイのデジタルギャルズパラダイスフィギュアコレクションの広告にもドリームハンター麗夢XXのイラストが使用される。
- 『えろコン 〜Erotic Controller 4U〜』（2003年9月26日発売、ZERO）の原画を担当した。